# Process, Architecture, Optimization
Il termine Process, Architecture, Optimization (abbreviato in PAO) indica il nuovo approccio allo sviluppo dei microprocessori che Intel ha iniziato a seguire a partire dal 2016 come successore di Intel Tick-Tock utilizzato per i 10 anni precedenti.
Le differenze rispetto al precedente approccio non sono rivoluzionarie ma mirano a "rallentare" lo sviluppo per fare in modo di sfruttare maggiormente le tecnologie sviluppate al fine di ottimizzare i costi ormai sempre più alti in questo genere di progetti.

## Ciclo evolutivo delle CPU Intel
L'evoluzione dei microprocessori non dipende esclusivamente dalla progettazione di nuove architetture sempre più efficienti, ma anche dall'evoluzione dei processi produttivi. Negli anni le dimensioni dei transistor che compongono una CPU sono drasticamente diminuite e questo ha consentito di aumentarne notevolmente il numero all'interno di un unico processore, e al contempo di poter impiegare clock via via crescenti (ulteriori approfondimenti in merito è possibile trovarli nella voce Intel Tick-Tock).
Come detto, il nuovo approccio PAO si basa in larga parte sul precedente andando ad aggiungere principalmente una terza fase di ottimizzazione alle due precedenti

### Sviluppo nuovo processo produttivo (faseProcess)
La prima fase, chiamata Process (che precedentemente veniva chiamata "Tick"), consiste nell'introduzione di un nuovo processo produttivo abbinato ad un'architettura già matura, in modo da procedere all'aggiornamento dei prodotti correnti al nuovo processo produttivo, allo scopo di massimizzare la resa della futura generazione di processori.

### Sviluppo nuova architettura (faseArchitecture)
Un processo produttivo più avanzato permette di diminuire i consumi e in genere anche di poter aumentare il clock di funzionamento; a questo si aggiunge il fatto che avere processori "più piccoli" significa poterne produrre di più sullo stesso wafer di silicio, con ovvie ripercussioni in termini di costi finali dei prodotti e soprattutto di margini di guadagno da parte del produttore, grazie all'aumento della cosiddetta resa produttiva.
È da sottolineare però, come lo sviluppo di un nuovo processo produttivo sia una difficoltà di tipo tecnico, di competenza quasi esclusiva dell'ingegneria dei materiali e dell'ingegneria meccanica, più che per quella elettronica. Dato che lo scopo dei produttori di microprocessori è quello di aumentare continuamente le cosiddette "Prestazioni per Watt", ovvero migliorare sempre di più l'efficienza di un microprocessore per sfruttarne al massimo il proprio potenziale, diventa necessario sviluppare parallelamente ad un nuovo processo produttivo anche le architetture delle CPU.

### Ottimizzazione architettura corrente (faseOptimization)
Le due fasi precedenti sono di fatto le stesse utilizzate nell'approccio precedente e indicate rispettivamente come "Tick" e "Tock". Nel corso del 2016 Intel ha deciso di rallentare l'evoluzione dei vari steps allo scopo di sfruttare maggiormente gli ingenti investimenti necessari a produrre le varie generazioni di CPU.
Dopo aver introdotto una nuova architettura, l'anno successivo si procedere a una sua revisione e ottimizzazione allo scopo di sviscerarne tutte le potenzialità. In pratica, unendo affinamenti nel layout dei componenti, nelle logiche di funzionamento interno alla CPU e nella produzione dei transistor con uno specifico processo produttivo, si ottengono dei microprocessori ancora più ottimizzati che in genere dovrebbero essere in grado di migliorare l'efficienza di circa il 5-10%.
Esempio: I processori basati sull'architettura Kaby Lake non apportano novità sostanziali in termini di aumento di capacità di calcolo per singolo ciclo di clock, ma grazie a varie ottimizzazioni interne, forniscono un comparto grafico integrato con maggiori funzionalità, e un clock a parità di consumo di circa 200-300 MHz in più rispetto alla precedente Skylake aumentando di conseguenza l'efficienza complessiva della piattaforma.

## Ripetizione delle varie fasi
I vari passi appena esposti verranno ripetuti con le nuove generazioni di processo produttivo a architetture, così da continuare l'evoluzione delle CPU.
Esempio: Cannonlake sarà disponibile presumibilmente a metà 2018 e costituirà lo step "Process", essendo soprattutto un die-shrink a 10 nm di Kaby Lake. Successivamente arriverà Icelake (step "Architecture") e poi Tigerlake (step "Optimization").